# Markus Anfang
Markus Anfang (* 12. Juni 1974 in Köln) ist ein deutscher Fußballtrainer und ehemaliger Fußballspieler. 

## Spielerkarriere
Markus Anfang begann das Fußballspielen beim TSV Bayer Dormagen und dem KSV Heimersdorf in Köln. Langjähriger Trainer während seiner Jugendzeit war dort sein Vater Dieter Anfang, der die Mannschaft zu einigen Erfolgen führte.
Seine Karriere als Fußballprofi startete er 1995 in der Bundesliga bei Fortuna Düsseldorf, bevor er über den FC Schalke 04 zum FC Tirol Innsbruck wechselte und dort von 2000 bis 2002 drei Mal in Folge österreichischer Meister wurde.
Nach dem Konkurs des Tiroler Klubs ging Markus Anfang 2002 zum 1. FC Kaiserslautern. Mit dem Verein konnte er 2003 ins Finale des DFB-Pokals einziehen, wo man jedoch dem FC Bayern München unterlag. Insgesamt konnte er in Kaiserslautern die erhoffte Rolle nicht einnehmen, weshalb der Vertrag mit Anfang nach zwei Jahren seitens des Vereins wieder gelöst wurde. Es folgten in der 2. Bundesliga die Stationen Energie Cottbus und MSV Duisburg, wobei er mit den Duisburgern 2005 in die Bundesliga aufstieg. Zur Saison 2006/07 wechselte Markus Anfang zurück zu Fortuna Düsseldorf, die mittlerweile in der drittklassigen Regionalliga Nord antrat. Dort spielte er bis zum Sommer 2008, erhielt aber anschließend keinen neuen Vertrag mehr.
Anfang war Mitglied des Spielerrats der Vereinigung der Vertragsfußballspieler (VdV), als Vertreter der Regionalliga Nord.
Am 21. Oktober 2008 gab der FC Wacker Innsbruck die Verpflichtung bis Ende November bekannt. Mit Beginn der Rückrunde der Saison 2008/09 stand Anfang in Diensten des Regionalligisten SV Eintracht Trier. Nachdem Reinhold Breu im Februar 2010 das Amt des Trainers übernommen hatte, wurde Anfang neben drei anderen Spielern aussortiert. Stattdessen arbeitete er bis zum Saisonende 2009/10 als Scout für den Verein und machte gleichzeitig seinen Trainer-A-Schein.

## Trainerkarriere

### Anfänge
Zur Saison 2010/11 wurde Markus Anfang Trainer des Grevenbroicher Niederrheinligisten SC Kapellen-Erft, mit dem er sich 2012 für die neue Oberliga Niederrhein qualifizierte. In der Winterpause der Saison 2012/13 löste er seinen Vertrag auf und wechselte mit sofortiger Wirkung in das Leistungszentrum von Bayer 04 Leverkusen. Dort war er bis 2016 für den U17- und U19-Nachwuchs verantwortlich.

### Holstein Kiel
Ende August 2016 wurde Anfang Trainer des damaligen Drittligisten Holstein Kiel. Am Ende der Saison 2016/17 stieg er mit Kiel in die 2. Bundesliga auf. In der Saison 2017/18 belegte er mit Kiel den dritten Rang und scheiterte erst in der Relegation am Aufstieg in die Bundesliga.

### 1. FC Köln
Zur Saison 2018/19 wechselte Anfang zum Bundesliga-Absteiger 1. FC Köln. Ende April 2019 beurlaubte ihn der Verein nach zuvor vier sieglosen Spielen. Köln war zu diesem Zeitpunkt Tabellenführer; der Vorsprung auf den Relegationsplatz betrug vor dem 32. Spieltag sechs Punkte.

### SV Darmstadt 98
Zur Saison 2020/21 übernahm Anfang die Zweitligamannschaft des SV Darmstadt 98 als Nachfolger von Dimitrios Grammozis. Er erhielt beim Vorjahresfünften einen Vertrag bis zum 30. Juni 2022. Er erreichte mit der Mannschaft nach einer mäßigen Hinrunde und einer starken Rückrunde, die man als drittbeste Mannschaft abschloss, den 7. Platz.

### Werder Bremen
Zur Saison 2021/22 wechselte Anfang zum Bundesliga-Absteiger Werder Bremen. Der Verein startete mittelmäßig in die Saison. So schied man in der ersten Runde des DFB-Pokals gegen den Drittligisten VfL Osnabrück aus und verlor, neben vereinzelten Siegen, am 3. Spieltag mit 1:4 gegen den SC Paderborn 07, am 7. Spieltag das Nordderby gegen den Hamburger SV mit 0:2 und am 8. sowie 11. Spieltag die Auswärtsspiele bei Dynamo Dresden und dem SV Darmstadt 98 jeweils mit 0:3.
Mitte November 2021 wurde gegen Anfang ein Ermittlungsverfahren eingeleitet, da der Verdacht der Fälschung seines COVID-19-Impfzertifikats bestand. Anfang wies die Anschuldigungen am 18. November zurück. Zwei Tage später traten Anfang und sein Co-Trainer Florian Junge, gegen den ebenfalls ermittelt wurde, von ihren Posten zurück. Anfangs Nachfolger für die Partie am 14. Spieltag wurde noch am selben Tag Danijel Zenkovic. Werder Bremen stand zum Zeitpunkt der Rücktritte mit 19 Punkten auf dem 8. Platz, wobei der Rückstand auf den Relegationsplatz zum Aufstieg fünf Punkte und auf einen direkten Aufstiegsplatz in die 1. Bundesliga sechs Punkte betrug. Aufsehen erregten zudem Medienberichte, dass Anfang mit einem (damals noch mutmaßlich) gefälschten Impfnachweis während der vierten Pandemie-Welle unter anderem am Kölner Karneval teilgenommen hatte, was nur für Geimpfte und Genesene mit einem aktuellen negativen Corona-Test erlaubt war. Nach Angaben der Bremer Staatsanwaltschaft von Januar 2022 gestand Anfang die Täuschung mit einem gefälschten Impfpass. Sie legte ihm daneben auch den Besuch des Kölner Karnevals mit einem gefälschten Impfzertifikat zur Last. Das Sportgericht des DFB sperrte Anfang im Januar 2022 rückwirkend ab dem 20. November 2021 für ein Jahr für Trainertätigkeiten, wobei die Strafe ab 1. Juni 2022 zur Bewährung ausgesetzt wurde. Außerdem verhängte das Gericht eine Geldstrafe von 20.000 €. Das Amtsgericht Bremen erließ einen Strafbefehl über 90 Tagessätze zu je 400 Euro, insgesamt 36.000 Euro, der von Anfang akzeptiert wurde.

### Dynamo Dresden
Nach dem Ablauf seiner Sperre übernahm Anfang zur Saison 2022/23 den Drittligisten Dynamo Dresden. Er unterschrieb beim Absteiger einen Vertrag bis zum 30. Juni 2024 und folgte auf Guerino Capretti. Wegen anhaltender Erfolglosigkeit wurde er am 20. April 2024 mit sofortiger Wirkung freigestellt.

### 1. FC Kaiserslautern
Zur Saison 2024/25 übernahm Anfang den Zweitligisten 1. FC Kaiserslautern als Nachfolger von Friedhelm Funkel. Die Mannschaft, die in der Vorsaison nur knapp den Abstieg hatte verhindern können, schloss die Hinrunde auf dem 9. Platz ab, hatte aber nur drei Punkte Rückstand auf einen Aufstiegsplatz. Auch in der Rückrunde blieb der 1. FCK an den Aufstiegsrängen dran und war am 24. Spieltag als Zweiter punktgleich mit dem Tabellenführer. Nachdem man im April 2025 drei Spiele in Folge verloren hatte und auf den 7. Platz abgerutscht war, wurde Anfang am 22. April vier Spieltage vor dem Saisonende freigestellt und durch Torsten Lieberknecht ersetzt. Die Mannschaft hatte zu diesem Zeitpunkt drei Punkte Rückstand auf den Relegationsplatz und sieben Punkte Rückstand auf einen Aufstiegsplatz, wobei der Aufstieg zu Saisonbeginn nicht als Ziel ausgegeben war.

## Erfolge

### Als Spieler
- Österreichischer Meister (3×): 2000, 2001, 2002 (FC Tirol Innsbruck)
- Aufstieg in die Bundesliga: 2005 (MSV Duisburg)
- Rheinlandpokalsieger (2×): 2009, 2010 (Eintracht Trier)

### Als Trainer
- Aufstieg in die 2. Bundesliga: 2017 (Holstein Kiel)
- Deutscher B-Junioren-Meister: 2016 (Bayer 04 Leverkusen)
- Schleswig-holsteinischer Pokalsieger: 2017 (Holstein Kiel)

## Persönliches
Über gemeinsame Urgroßeltern ist Anfang als Großcousin mit dem Fußballtrainer Stefan Ruthenbeck verwandt, dem er 2018 auch als Cheftrainer beim 1. FC Köln nachfolgte.